# Club Athletic Youssoufia Berrechid
O Club Athletic Youssoufia Berrechid é um clube de futebol com sede em Berrechid, Marrocos. A equipe compete no Campeonato Marroquino de Futebol.

## História
O clube foi fundado em 1927.